# TAG タグ
『TAG タグ』（原題:Tag）は2018年のアメリカ合衆国のコメディ映画。
ジェフ・トムシック監督の長編映画デビュー作で、出演はエド・ヘルムズとジェレミー・レナーなど。ラッセル・アダムズが2013年に発表したウォール・ストリート・ジャーナルの記事「It Takes Planning, Caution to Avoid Being It」を原作としている。
なお、タイトルの「TAG（タグ）」は英語で「鬼ごっこ」の意味である。
日本国内で劇場公開されなかったが、iTunesで配信された。

## ストーリー
9歳の少年たち（ホーギー、ジェリー、ボブ、チリ、ケヴィン）は5月を丸々使って鬼ごっこを楽しんだ。あまりに楽しかったので、翌年も同じことをすることにした。それから30年が経過した後も、5人は毎年5月に鬼ごっこに興じていた。仕事や家庭生活の合間を縫って、5人は本気で鬼ごっこを満喫していたのである。そんな中、ジェリーは29年間の鬼ごっこの中で一度も捕まったことがないという偉業を成し遂げていた。ジェリーは今年も記録の更新を狙っていたが、他の4人はそうさせまいと熟慮に熟慮を重ねた作戦を繰出してくるのだった。

## キャスト
- ホーガン・マロイ（ホーギー）: エド・ヘルムズ - 獣医師。
  - 思春期: ジャレン・ルイソン
  - 幼少期: ブラクストン・ブジャーケン
- ジェリー・ピアース: ジェレミー・レナー - ジム経営。護身術の指導などで成功。
  - 思春期: マックスウェル・ロス
  - 幼少期: ブライデン・ベンソン
- ボブ・キャラハン: ジョン・ハム - 大企業のCEO。傲慢。
  - 思春期: イライジャ・マルカーノ
  - 幼少期: ブラクストン・アレキサンダー
- ランディ・チリアーノ（チリ）: ジェイク・ジョンソン - 妻に逃げられた無職の男。麻薬依存。
  - 思春期: ケヴィン・ムーディ
  - 幼少期: タイラー・クラムリー
- ケヴィン・セーブル: ハンニバル・バーエス（英語版） - 妻の浮気を心配して精神を病んでいる男。
  - 思春期: グサヴィオン・シェルトン
  - 幼少期: レジェンド・ウィリアムズ
- レベッカ・クロスビー: アナベル・ウォーリス - ウォール・ストリート・ジャーナルの記者。
- アンナ・マロイ: アイラ・フィッシャー - ホーギーの過激な妻。ホーギーたちの旧友。
- シェリル・ディーキンス: ラシダ・ジョーンズ - ボブとチリの元恋人。ホーギーたちの旧友。
  - 思春期: ケラ・レインズ
  - 幼少期: シアナ・スター
- スーザン・ロリンズ: レスリー・ビブ - ジェリーの婚約者。
- ルイス（ルー）: スティーヴ・バーグ - ホーギーたちの旧友。情報通。仲間入りしたい。
- リンダ: ノーラ・ダン - ホーギーの母親。
- チリの父親: ブライアン・デネヒー
- デイヴ: トーマス・ミドルディッチ - ジェリーのジムの従業員。
- レジー: リル・レル・ハウリー - ホーギーを面接した男。
- 牧師: セバスチャン・マニスカルコ（英語版）

## 製作
本作はワシントン州スポケーンに暮らす男性たちが毎年5月を丸々鬼ごっこに費やす生活を28年にもわたって続けたという実話を元にしている。2013年1月、『ウォールストリート・ジャーナル』が彼らを特集した記事を掲載した。翌月には映画化の企画が始動した。製作サイドはウィル・フェレルとジャック・ブラックの起用を念頭に置いて企画を進めていたが、2人の起用は実現しなかった。
2017年6月、本作の主要撮影がアトランタで始まった。7月、20フィート下に転落するシーンの撮影中、ジェレミー・レナーが右肘を骨折するという事故が起こった。レナーは2つのスタントシーンをこなしてから病院に向かったのだという。レナーはギプスを着用して撮影を続行したため、ポスト・プロダクションでギプスをCGで隠す作業が行われることとなった。

## 興行収入
本作は『Superfly』及び『インクレディブル・ファミリー』と同じ週に封切られ、公開初週末に1200万ドルから1600万ドルを稼ぎ出すと予想されていたが、その予想は的中した。2018年6月15日、本作は全米3382館で公開され、公開初週末に1494万ドルを稼ぎ出し、週末興行収入ランキング初登場3位となった。

## 評価
本作に対する批評家の評価は平凡なものに留まっている。映画批評集積サイトのRotten Tomatoesには116件のレビューがあり、批評家支持率は56%、平均点は10点満点で5.4点となっている。サイト側による批評家の見解の要約は「卓越したアイデアに基づくそれなりの出来のアクション・コメディ映画を見たい人にとって、『TAG タグ』はその要求を十分満たし得るものかもしれない。」となっている。また、Metacriticには32件のレビューがあり、加重平均値は57/100となっている。なお、本作のCinemaScoreはB+となっている。